# Edwin Duing Eshleman

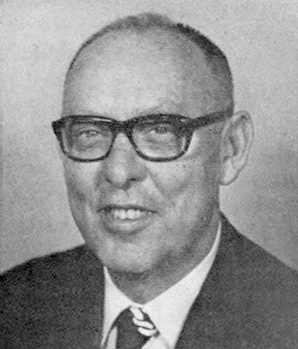
Edwin Duing Eshleman (1975)

Edwin Duing Eshleman (* 4. Dezember 1920 in Quarryville, Lancaster County, Pennsylvania; † 10. Januar 1985 in Lancaster, Pennsylvania) war ein US-amerikanischer Politiker. Zwischen 1967 und 1977 vertrat er den Bundesstaat Pennsylvania im US-Repräsentantenhaus.

## Werdegang
Edwin Eshleman besuchte bis 1942 das Franklin and Marshall College. Während des Zweiten Weltkrieges war er Leutnant in der Küstenwache. Später studierte er politische Wissenschaften an der Temple University. Danach arbeitete er als Lehrer. Gleichzeitig schlug er als Mitglied der Republikanischen Partei eine politische Laufbahn ein. Zwischen 1954 und 1966 saß er als Abgeordneter im Repräsentantenhaus von Pennsylvania.
Bei den Kongresswahlen des Jahres 1966 wurde Eshleman im 16. Wahlbezirk von Pennsylvania in das US-Repräsentantenhaus in Washington, D.C. gewählt, wo er am 3. Januar 1967 die Nachfolge von John C. Kunkel antrat. Nach vier Wiederwahlen konnte er bis zum 3. Januar 1977 fünf Legislaturperioden im Kongress absolvieren. In diese Zeit fielen unter anderem das Ende des Vietnamkrieges und der Bürgerrechtsbewegung sowie im Jahr 1974 die Watergate-Affäre.
1976 verzichtete Edwin Eshleman auf eine weitere Kandidatur. Er starb am 10. Januar 1985 in Lancaster.